# Phaeocalicium compressulum
Phaeocalicium compressulum är en lavart som först beskrevs av Nyl. ex Vain., och fick sitt nu gällande namn av A. F. W. Schmidt. Phaeocalicium compressulum ingår i släktet Phaeocalicium och familjen Mycocaliciaceae.  Arten är reproducerande i Sverige. Inga underarter finns listade i Catalogue of Life.